# Huckettomyia nepalensis
Huckettomyia nepalensis är en tvåvingeart som beskrevs av Shinonaga 1994. Huckettomyia nepalensis ingår i släktet Huckettomyia och familjen husflugor.
Artens utbredningsområde är Nepal. Inga underarter finns listade i Catalogue of Life.